# Acrotomophilie
L'acrotomophilie (du grec acro, « extrémité, membre » ; tomo, « coupure » ; philia, « attirance, amour de ») est une paraphilie dans laquelle un individu est sexuellement attiré par un partenaire amputé. L'amputation peut être partielle et concerner n'importe quelle partie du corps.